# Hollabrunn

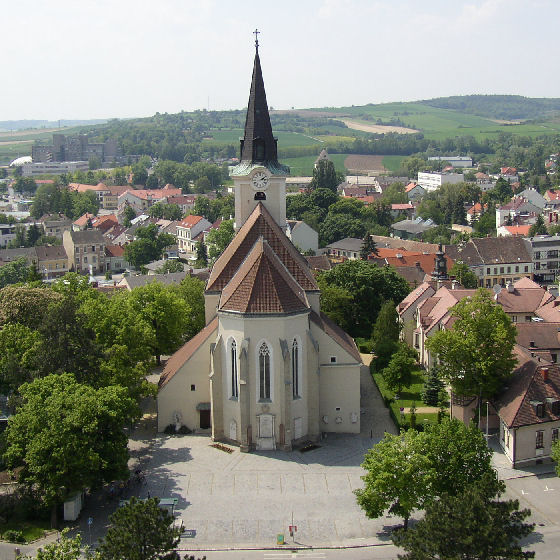
Nhà thờ của Hollabrunn

Hollabrunn là thủ phủ của huyện ở bang Niederösterreich, bên sông Göllersbach. Đô thị này có diện tích 152,38 km².